# Vedova di Giovanni Francesco Bianco
Vedova di Giovanni Francesco Bianco (XVI secolo – Messina, 1642) è stata una tipografa italiana.

## Biografia
Subentrò nella tipografia del marito sul finire del 1636 o nei primi mesi del 1637 gestendo l'azienda del coniuge senza stravolgerne l'impostazione; si pensa che la donna abbia acquisito l'officina del marito già prima della sua scomparsa. Il suo nome non si conosce a causa della dispersione dell'Archivio di Stato di Messina.
Stampò una quarantina di pubblicazioni prevalentemente municipalistiche grazie alla carica di tipografa camerale, ma anche opere scientifiche e religiose. 
La maggior parte delle sue pubblicazioni hanno il formato in quarto e sono dotate di elementi illustrativi come, antiporte, frontespizi con incisione, tavole calcografiche o capilettera incisi, soprattutto nelle opere di zoologia, botanica e anatomia. 
Il numero medio annuo di pubblicazioni a lei riconducibili sono circa una decina, quantità rilevante se si pensa che a Messina la produzione media annuale si attesta intorno alle nove edizioni.
A seguito della morte del marito, per la donna diventa di fondamentale importanza la figura del libraio Luca Francesco Matarozzi al fine di gestire l'officina. Matarozzi aiutò la donna anche nella scelta degli autori da stampare, molti dei quali già pubblicati dal marito e noti al tempo, come Alessandro Calamato, Maurizio Centini, Scipione Errico.
A giudicare dai repertori bibliografici e catalografici l'attività della donna sembrerebbe fermarsi durante il 1642.

## Marche tipografiche utilizzate

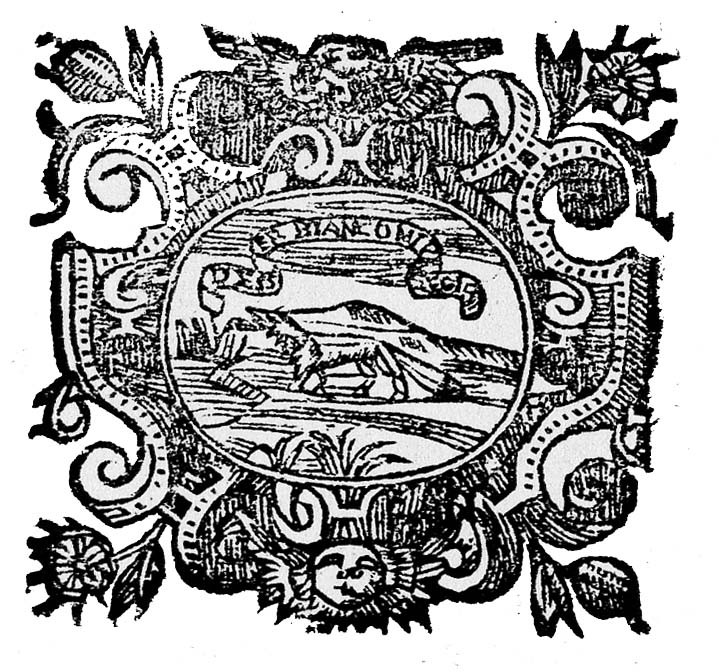
Marca tipografica della Vedova di Giovanni Francesco Bianco

Le marche che ci risultano ereditate dal marito ed utilizzate dalla donna sono due, illustrate in modo diverso. Entrambe rappresentano un lupo con un paesaggio sullo sfondo, in una cornice figurata con un motto su un nastro: D'esser bianco mi pregio
Il Memoriale per lo spetiale romano ... di Pietro Castelli, stampato nel 1638 dalla Vedova, presenta la marca tipografica censita e attribuita da MAR.T.E. al solo marito. 